# Cuchilla del Daymán
Die Cuchilla del Daymán ist eine Hügelkette in Uruguay.
Sie befindet sich auf dem Gebiet des Departamento Salto im Nordwesten des Landes. Die Cuchilla del Daymán erstreckt sich von der Mündung des Río Arapey in den Río Uruguay in südöstlicher Richtung durch das Departamento.